# Pinus densata
Pinus densata ist ein immergrüner Nadelbaum aus der Gattung der Kiefern (Pinus) mit 8 bis 14 Zentimeter langen Nadeln und ausgewachsen 4 bis 6 Zentimeter langen Samenzapfen. Das Verbreitungsgebiet liegt in China, wo sie im Hochgebirge in Höhen von 2600 bis 4200 Metern vorkommt. Es gibt Hinweise, dass es sich um eine natürliche Kreuzung zwischen drei anderen Kiefernarten handelt. Sie ist nicht gefährdet und wird kaum forstwirtschaftlich genutzt.

## Beschreibung

### Habitus
Vertreter der Art Pinus densata sind bis zu 30 Meter hohe Bäume mit Stammdurchmessern von bis zu 1,3 Metern. Die Borke ist anfangs rötlich braun und später dunkel graubraun, schuppig und in unregelmäßig geformte Platten mit länglichen Rissen getrennt. Die Äste sind ausgebreitet und bilden eine eiförmig-konische, später breit-eiförmige oder offene Krone. Die Zweige sind steif, neue Triebe sind kahl, durch Pulvini rau, im ersten Jahr glänzend gelblich braun, im zweiten und dritten Jahr rötlich braun.

### Knospen und Nadeln

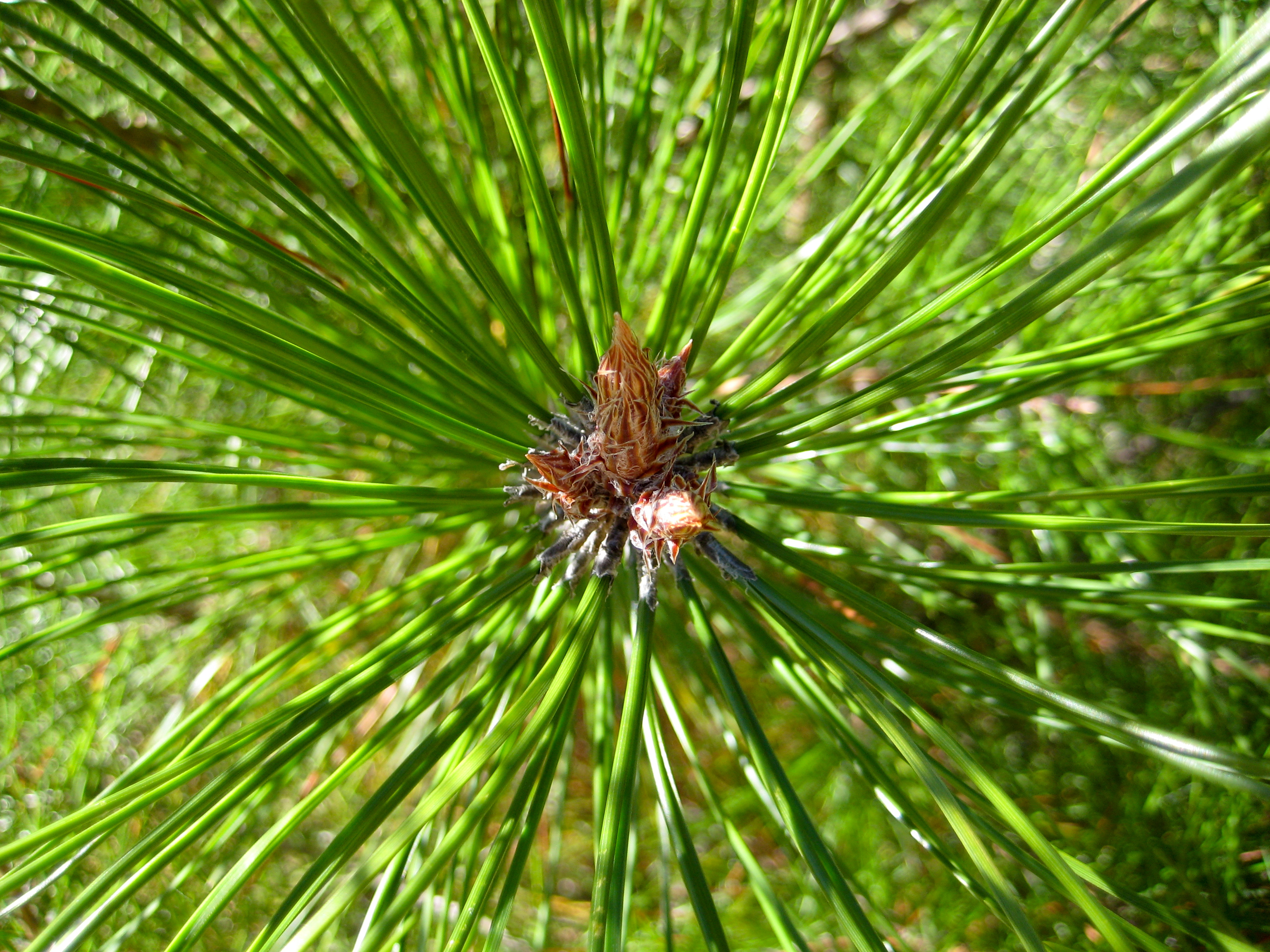
Knospen und Nadeln

Die Winterknospen sind stumpf braun, eiförmig-konisch und spitz. Die Endknospen werden etwa 15 Millimeter lang bei Durchmessern von 6 Millimetern. Die Knospenschuppen sind zugespitzt und haben einen weiß getönten Rand. Die Nadeln wachsen zu zweit oder seltener zu dritt in anfangs 10 bis 15 Millimeter langen, sich später verkürzenden Nadelscheiden. Die Nadeln sind gerade, 8 bis 14 Zentimeter lang und 1 bis 1,5 Millimeter breit, steif, etwas gedreht, spitz und stumpf grün. Die Ränder sind fein gesägt. Auf jeder Nadelseite gibt es feine Spaltöffnungslinien. Je Nadel werden drei oder vier Harzkanäle gebildet. Die Nadeln bleiben drei Jahre am Baum.

### Zapfen und Samen
Die Pollenzapfen wachsen spiralig angeordnet in Gruppen an der Basis neuer Triebe. Sie sind gelblich braun, kurz-zylindrisch, 10 bis 18 Millimeter lang und 3 bis 4,5 Millimeter breit. Die Samenzapfen wachsen einzeln oder paarweise, sitzend oder sehr kurz gestielt, geschlossen schmal eiförmig und 4 bis 6 Zentimeter lang und geöffnet 4 bis 7 Zentimeter breit. Die Samenschuppen sind braun, länglich, dünn holzig und steif. Die Apophyse ist deutlich erhöht, 4 bis 7 Millimeter dick, deutlich quer gekielt, mehr oder weniger rhombisch und glänzend schokoladebraun gefärbt. Die Samen sind eiförmig bis elliptisch, 4 bis 6 Millimeter lang und hell braun bis graubraun. Der Samenflügel ist 15 bis 20 Millimeter lang. Die Bestäubung erfolgt im Mai, die Samenzapfen reifen im Oktober des zweiten Jahres.

### Chromosomenzahl
Die Chromosomenzahl beträgt 2n = 24.

## Verbreitung, Standortansprüche und Gefährdung
Das natürliche Verbreitungsgebiet von Pinus densata liegt in China im Süden von Qinghai, im Westen von Sichuan, im Nordwesten von Yunnan und im Osten Tibets. Sie wächst im Hochgebirge in Höhen von 2600 bis 4000 Metern oder sogar darüber bis 4200 Metern. Über 3000 Metern bildet sie offene Reinbestände, darunter wächst sie zusammen mit anderen Kiefern, so mit Pinus armandii und Pinus yunnanensis.
In der Roten Liste der IUCN wird Pinus densata als nicht gefährdet („Lower Risk/least concern“) geführt. Es wird jedoch darauf hingewiesen, dass eine Neubeurteilung ausständig ist.

## Systematik und Forschungsgeschichte
Pinus densata ist eine Art der Gattung der Kiefern (Pinus), in der sie der Untergattung Pinus, Sektion Pinus und Untersektion Pinus zugeordnet ist. Sie wurde 1906 von Maxwell Tylden Masters im Journal of the Linnean Society Botany, Band 37, Seite 416 erstbeschrieben. Masters wies auf die Ähnlichkeit mit der Japanischen Rotkiefer (Pinus densiflora) und der Wald-Kiefer (Pinus sylvestris) hin, deren Verbreitungsgebiete jedoch deutlich nördlicher liegen. Die äußeren Merkmale der Art liegen zwischen denen von Pinus yunnanensis, die ein ähnliches Verbreitungsgebiet hat, und der Chinesischen Kiefer (Pinus tabuliformis), deren Verbreitungsgebiet ebenfalls weiter nördlich liegt. Es könnte sich daher um eine Hybride der beiden Arten handeln. Dies wird durch gentechnische Untersuchungen bestätigt, wobei es Anzeichen für die Beteiligung einer unbekannten dritten Art gibt, die bereits vor dem Quartär verschwunden ist. Aufgrund der ökologischen und auch geographischen Trennung gibt es keine Anzeichen dafür, dass neue Hybride gebildet werden. Das Taxon wird meist als eigene Art behandelt.
Synonyme der Art sind Pinus prominens Masters, Pinus sinensis D.Don var. densata (Masters) Shaw, Pinus tabuliformis Carriere var. densata (Masters) Rehder und Pinus wilsonii Shaw (1911) not Roezl (1857).
Der Gattungsname Pinus wurde schon von den Römern für mehrere Kiefernarten verwendet. Das Artepitheton densata leitet sich möglicherweise vom lateinischen densatio für „Verdickung“ ab und könnte damit auf die deutlich ausgebildete Apophyse verweisen.

## Verwendung
Pinus densata wird kaum wirtschaftlich genutzt, da sie nur im Hochgebirge in eher unzugänglichen Gebieten auftritt. Bis zum Ende des 19. Jahrhunderts wurden aus dem Holz und dem Harz noch Fackeln hergestellt. Es wird jedoch überlegt, die Art zur Aufforstung in hohen Lagen im Westen Chinas zu verwenden. Pinus densata wurde etwa zur Wende zum 20. Jahrhundert in Europa eingeführt, sie ist jedoch nur selten in Botanischen Gärten und Arboreten zu finden.